# Штемпель паушальной оплаты

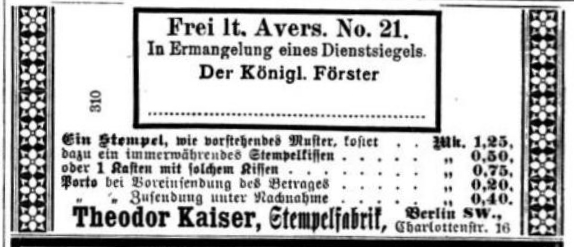
Газетное объявление Теодора Кайзера, владельца штемпельной фабрики в Берлине и производителя почтовых штемпелей паушальной оплаты («Frei lt. (laut) Avers»; 1898)

Ште́мпель пауша́льной опла́ты — вид почтового штемпеля, который ставится вместо почтовых марок на корреспонденции, которая сдаётся в почтовое отделение в значительных объёмах и оплачивается по расчёту (авансом) в течение установленного периода времени. Штемпель паушальной оплаты обязательно содержит надпись об оплате почтового сбора.

## Общие сведения
Известно применение паушальной оплаты в Китае в XV веке. В XIX и XX веках её величина определялась либо выборочно, либо с помощью особых счётных (или статистических) марок.
Плату за пересылку паушально (по договорам) во многих странах взимают, например, для массовой рассылки периодических изданий — газет, журналов (ранее для этих целей также применяли газетные или обычные марки). Для взимания платы по договорам (паушально) и таможенных пошлин в Великобритании одно время использовали некоторые доплатные марки (например, выпуска 1959—1963 годов).
Паушальную франкировку на массовых отправлениях производят с помощью оттиска штампа (обычно прямоугольной формы) с надписью «Паушальная франкировка» (на французском и языке страны) и указанием названия почтового отделения. Подобная франкировка обычно наносится на используемые почтовые конверты и карточки типографским способом. Паушальная франкировка корреспонденции получила распространение в Германии (ФРГ), Швейцарии, Лихтенштейне и других странах.
Термин «Паушальная (оптовая) оплата почтовых сборов» принят в Универсальной десятичной классификации, входит в рубрику «Оплата почтовых сборов без использования марок» и имеет индекс 656.835.31.

## Примеры по странам

### Германия

#### Штемпели
В 1869—1870 году Северогерманским почтовым союзом была введена паушальная оплата почтового сбора для различных государственных учреждений после отмены освобождения их от оплаты почтового сбора. Размер компенсации определялся путём суммирования стоимости почтового сбора за отдельные почтовые отправления в определённый период времени. Для этих целей заключались так называемые аверсные договоры, каждому из которых присваивался свой номер. Соответственно на корреспонденции делалась пометка «Бесплатно благодаря возмещению» (нем. «Frei lt. (laut) Avers», «Frei lt. (laut) Ablösung», «Fr. d. A. (Frei durch Ablösung)»), ставился номер договора и служебная печать или штемпель. Такая пометка делалась либо от руки, либо наклейкой, либо специальным штемпелем.

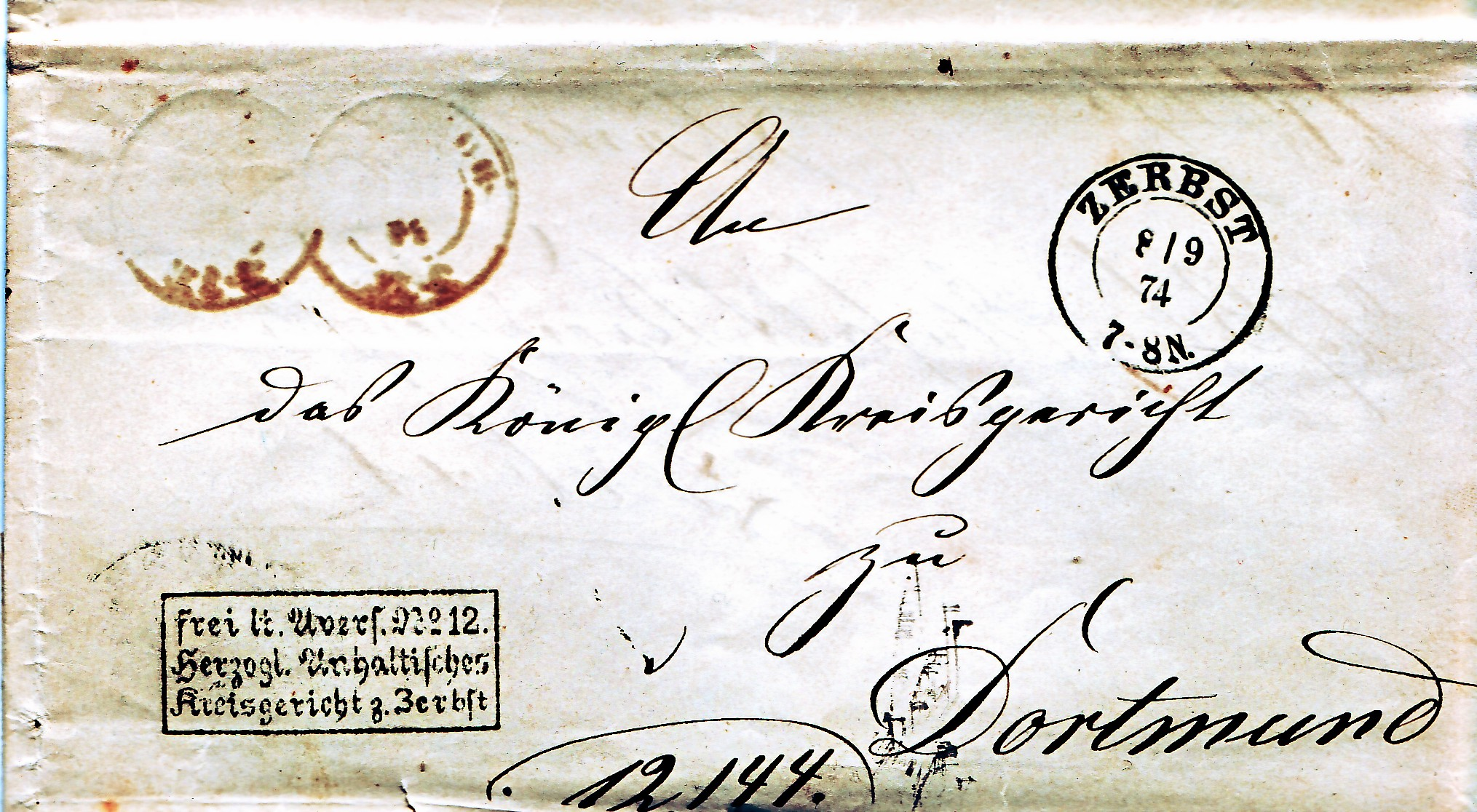
Штамп «Бесплатно благодаря возмещению» («Frei lt. (laut) Avers…») с номером договора на служебном конверте Германии (в левом нижнем углу, 1874)

С 1923 года в учреждениях Третьего рейха использовалась пометка «Frei durch Ablösung Reich». После 8 мая 1945 года аверсные договоры потеряли силу везде, кроме Баварии (ФРГ), где такой договор существовал до 1952 года.
| Конверты служебных писем Третьего рейха с пометкой паушальной оплаты (нем. «Frei durch Ablösung Reich») | Конверты служебных писем Третьего рейха с пометкой паушальной оплаты (нем. «Frei durch Ablösung Reich») | Конверты служебных писем Третьего рейха с пометкой паушальной оплаты (нем. «Frei durch Ablösung Reich») | Конверты служебных писем Третьего рейха с пометкой паушальной оплаты (нем. «Frei durch Ablösung Reich») |
| --- | --- | --- | --- |
| | | | |

#### Марки
В начале XX века в Германии непродолжительное время применяли счётные служебные марки (Zahldienstmarken). Они были предназначены для определения суммы почтовых сборов, взимавшихся с отдельных отправителей или в течение какого-то времени в случае паушальной франкировки. На марках стояла соответствующая надпись «Frei durch Ablösung» и был указан номер округа, где они имели хождение.
| Счётные (местные) служебные марки Германии, применявшиеся в случае паушальной оплаты (надпись нем. «Frei durch Ablösung», 10 пфеннигов) | Счётные (местные) служебные марки Германии, применявшиеся в случае паушальной оплаты (надпись нем. «Frei durch Ablösung», 10 пфеннигов) |
| --- | --- |
| | |
| 1903: для Пруссии (Sc #OL4) | 1905: для Бадена (Sc #OL19) |

### СССР
В СССР штемпели паушальной оплаты применялись в некоторых городах в 1929—1933 годах. На корреспонденции, отправляемой предприятиями и организациями, ставился ручной круглый штемпель с текстом «Сбор взыскан по расчёту» и с указанием города и даты. Примером служат такие штемпели, как: «Сбор взыскан по расчёту. Харьков-1 Г. С. П.», «Сбор взыскан по расчёту. Сталинград — Тракторострой» и др.

Примеры почтовых отправлений СССР со штемпелем паушальной оплаты «Сбор взыскан по расчёту. Ленинград»
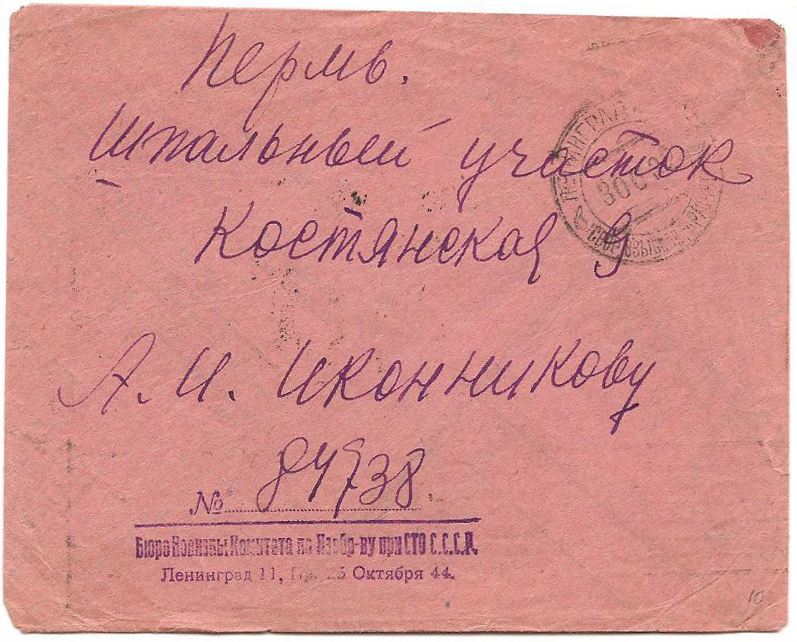
Служебный конверт, отправленный из Ленинграда в Пермь (1920-е)
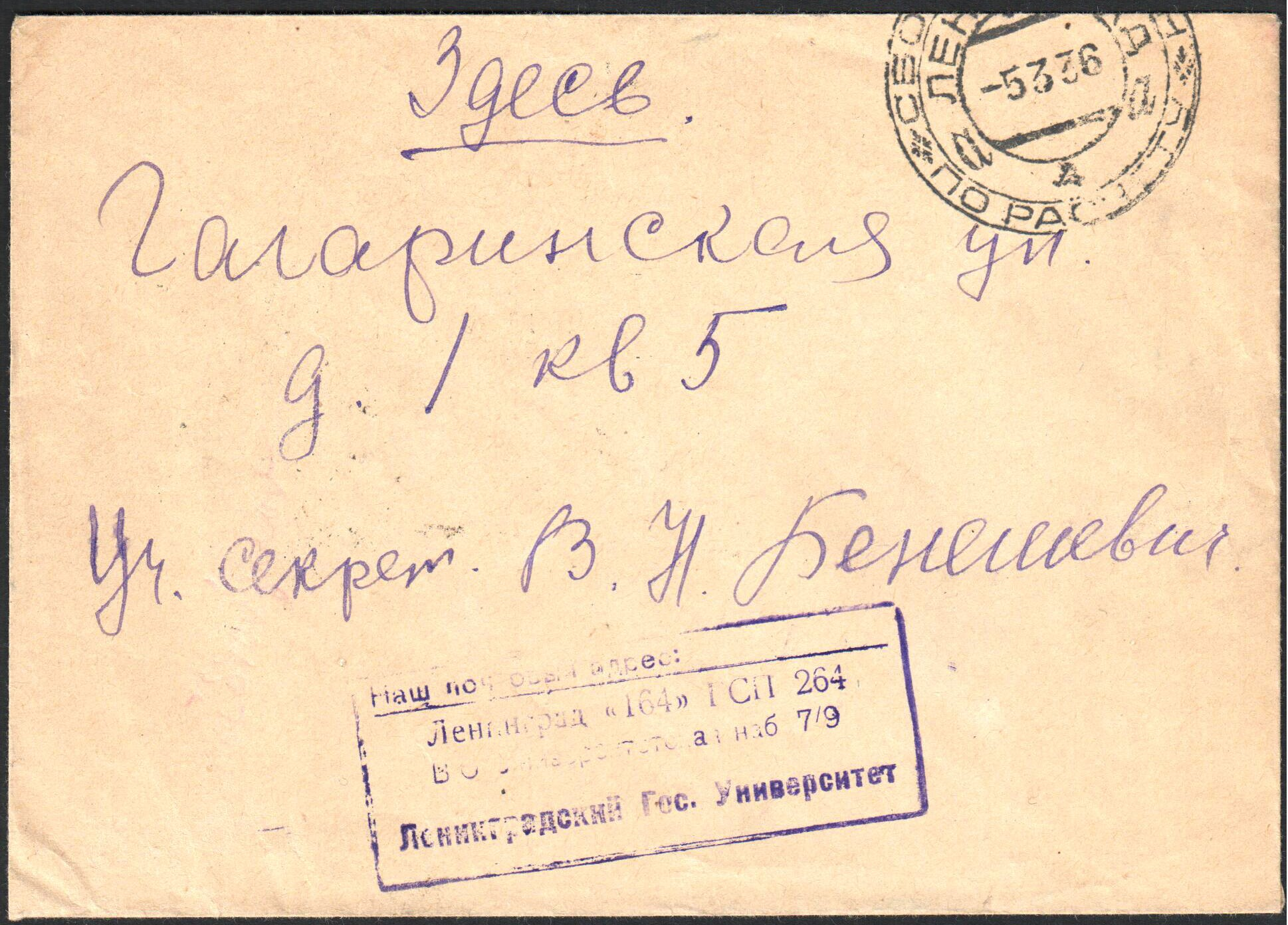
Местное письмо[7] (с надписью от руки «Здесь», 1936), отправленное на имя историка В. Н. Бенешевича